# 도쿄 타워 (소설)
《도쿄 타워》(일본어: 東京タワー)는 에쿠니 가오리의 일본 연애 소설이다.

## 개요
2001년 12월 일본의 매거진 하우스에서 출판되었다.
이 작품을 원작으로 한 영화 《도쿄 타워-Tokyo Tower-》가 2005년 1월에 일본에서 개봉되었다.

## 영화
《도쿄 타워-Tokyo Tower-》(일본어: 東京タワー-Tokyo Tower-)는 2004년 6월 2일 개봉한 일본 영화이다. 에쿠니 가오리의 연애 소설 《도쿄 타워》가 원작이다.

## 등장 인물
- 쿠로키 히토미
- 오카다 준이치
- 테라지마 시노부
- 마츠모토 준
- 미야사코 히로유키
- 히라야마 아야
- 카토 로사
- 한다 켄토
- 요 키미코
- 키시타니 고로
- 미레이누 도몬죠
- 사이키 노카
- 츠츠이 마리코
- 미라이 타카코

## 제작진
- 감독: 미나모토 타카시
- 각본: 나카조노 미호
미나모토 타카시
- 원작: 에쿠니 가오리
- 음악: 미조구치 하지메
- 편집: 쿠사카베 모토타카
- 기획 프로듀서 : 사토 아츠시 (NTV)
- 제작 총지휘 : 히라이 후미히로
- 제작자 : 오쿠다 세이지 (NTV)
- 프로듀서 : 사토 타카히로, 키타지마 카즈히사, 와타나베 히로히토
- 제작사 : 도쿄 타워 제작위원회 (NTV, 덴츠, Bab, 제이스톰, 일본 출판 판매, TOKYO FM, 아반티 커뮤니케이션
- 배급: 도호

## 음악
- 주제가: 야마시타 타츠로 - 〈FOREVER MINE〉
- 삽입곡: 노라 존스 - 〈Sleepless Nights〉

## 수상 정보
- 2006년 제29회 일본 아카데미상 : 우수 여우조연상 (테라지마 시노부)